# Juan Cagliero
Juan Cagliero (en italiano: Giovanni Cagliero) (Castelnuovo Di Asti, Turín, 11 de enero de 1838 - Roma, 28 de febrero de 1926) fue un prelado salesiano italiano. En sus años de infancia fue uno de tantos niños de la calle a quien san Juan Bosco amparó y formó en su Oratorio de Valdocco. Formó parte de la primera misión salesiana a la Argentina. Vicario apostólico del vicariato apostólico de la Patagonia Septentrional (1883), obispo titular de Magydus (1894), arzobispo de Sebaste (1904), internuncio apostólico para América Central (1908), y cardenal de la Iglesia católica a partir de 1915, Cagliero constituye una figura de primer orden de la primera generación de salesianos que conocieron y se formaron de la mano del fundador de la congregación.

## Primeros años y ministerio sacerdotal
Juan Bosco llevó a Juan Cagliero consigo de retorno de una visita que hiciera al párroco de Castelnuovo, y lo presentó a su madre Margarita Occhiena el 2 de noviembre de 1851. Cagliero era un niño de trece años que había perdido a su padre, y recordaría ese encuentro y sus primeros días en el oratorio en ocasión del proceso de canonización de don Bosco. Cagliero formó parte de un conjunto de jóvenes del oratorio a los que Juan Bosco consideraba de excepción: Miguel Rúa, Camilo Gavio, Francisco Cerruti, Juan Massaglia, José Bongiovanni, Celestino Durando, y luego Domingo Savio. Según el pensamiento de don Bosco, él vivía «entre jóvenes santos». Cagliero fue ordenado sacerdote el 14 de junio de 1862, a la edad de 24 años.

## Ministerio episcopal

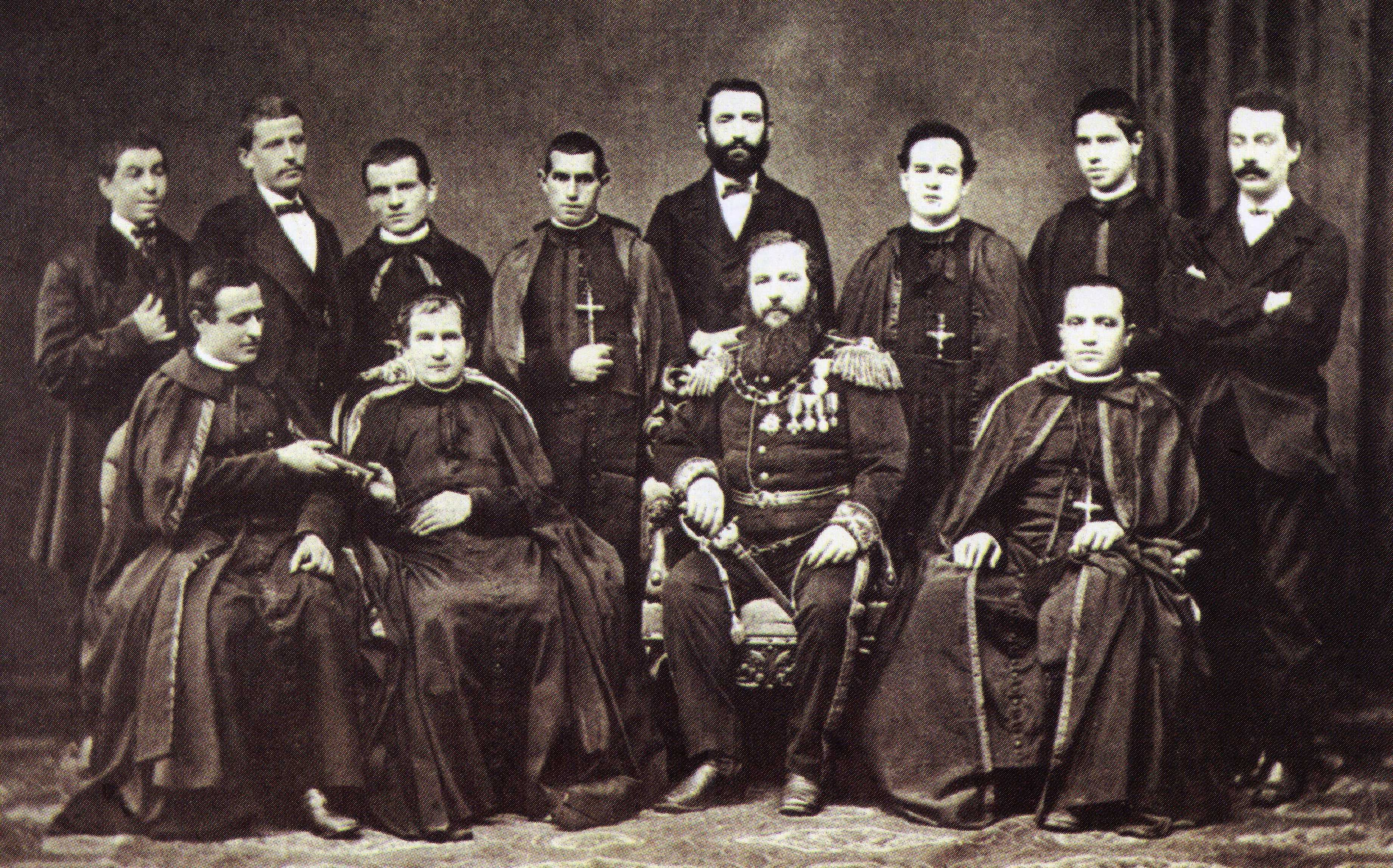
Sentados de izquierda a derecha, Juan Cagliero, Don Bosco y Giovanni Battista Gazzolo (1825-1895), cónsul argentino en Savona.

Cagliero formó parte del grupo de los primeros salesianos que partieron hacia la Argentina. Don Bosco solicitó personalmente que se le sacara una fotografía para dejar constancia histórica de tal viaje evangelizador y recurrió para ello a Michele Schemboche, el fotógrafo más cualificado en Turín. Así, posó en su estudio junto a los misioneros y el cónsul en noviembre de 1875 (ver fotografía adjunta). En la fotografía, Don Bosco ofrece a Cagliero un libro: son las reglas de la Sociedad Salesiana.
El 20 de noviembre de 1883, Juan Cagliero fue nombrado vicario apostólico de la Patagonia Septentrional, y el 30 de octubre de 1894 fue designado obispo titular de Magydus. Su consagración episcopal tuvo lugar el 7 de diciembre de 1884 siendo el cardenal Gaetano Alimonda, arzobispo de Turín, su consagrante principal. Durante su ministerio episcopal, colaboró con las misiones salesianas en Argentina, conoció a la beata Laura Vicuña Pino de quien fue confesor, y estuvo con Ceferino Namuncurá, con quien viajó a Roma, y a quien administró la unción de los enfermos, cuando el joven Ceferino estaba agonizando y próximo a morir.

Escudo de armas de Juan Cagliero.

El 24 de marzo de 1904 Cagliero fue designado arzobispo de Sebaste, y el 7 de agosto de 1908 fue nombrado internuncio apostólico para América Central, con sede principal en Costa Rica, cargo que ejerció hasta 1915. Durante ese período se introdujeron las obras salesianas en Costa Rica, Nicaragua y Honduras. Cagliero fue un colaborador muy cercano a Doña Elena Arellano, la benefactora de la llegada de los salesianos a Nicaragua. A la hora de su muerte le concedió por cablegrama la bendición apostólica con indulgencia por parte de Su Santidad. Según él Doña Elena fue una santa mujer. Cagliero fue el que organizó junto al gobierno de Nicaragua la creación de la nueva provincia eclesiástica de Nicaragua, erigida por San Pío X el 2 de diciembre de 1913.
Elevado a la dignidad cardenalicia el 6 de diciembre de 1915, Cagliero fue designado cardenal presbítero de San Bernardo en las Termas el 9 de diciembre de 1915, y cardenal obispo de Frascati el 16 de diciembre de 1920. Juan Cagliero fue el primer Cardenal Salesiano en la historia del catolicismo universal. 
Cagliero murió de un infarto en Roma, en 28 de febrero de 1926, a la edad de 88 años. Fue sepultado en el cementerio Campo Verano en Roma. Sus restos fueron trasladados en 1964 a la Catedral de Viedma, en Argentina, sede de su primer destino episcopal. Fue declarado Siervo de Dios en 1988.